# Schultz
 Denne artikel bør gennemlæses af en person med fagkendskab for at sikre den faglige korrekthed.
    se diskussion

Virksomheden Schultz er en it-virksomhed, der leverer digitale løsninger til det offentlige. Virksomheden er mere end 350 år gammel, og blev i 1661 etableret som trykkeri. I 1731 fik virksomheden privilegiet på trykning af alle officielle love og i 1795 blev virksomheden overtaget af Hofbogtrykker Johan Frederik Schultz, hvis navn siden har været knyttet til virksomheden.
Blandt de udgivelser trykkeriet og forlaget Schultz blev kendt for er Salmonsens konversationsleksikon samt trykningen af Rigsdagstidende og Lovtidende. Lovprodukter har således været virksomhedens basisydelse gennem alle årene, fra de trykte bøger via den allerførste elektroniske udgave af kommenterede love i 1990 til de nuværende lovportaler, der stadig i dag er en væsentlig del af virksomhedens samlede palette af IT-løsninger.

## Historie
Den nøjagtige dato for grundlæggelsen af trykkeriet kendes ikke. Men den antages at være i første halvdel af 1661. Dette er bl.a. bestemt ud fra, at den første kendte tryksag fra Mathias Jørgen Godiches trykkeri i Studiestræde i København er fra den 25. juni 1661. Godiches blev født omkring 1650, men tidspunktet for hans død er ikke kendt.
Godiche arbejdede i trykkeriet indtil slutningen af 1670'erne, hvorefter hans enke og senere hans søn, Jørgen Mathiasen Godiche, videreførte hans arbejde.
Enken blev senere gift med Johann Jørgen Høpffner, som var tilknyttet trykkeriet, og som derfor fik ejerskab over trykkeriet. Høpffner blev udnævnt til kongelig trykker. Høpffners hus og trykkeri blev tilintetgjort under den store brand i København i 1728, men han genopbyggede trykkeriet i endnu større skala end tidligere og blev Danmarks mest betydningsfulde trykker i sin samtid.
Johan Frederik Schultz blev født i 1756 i Odense og havde købt et mindre københavnsk trykkeri i 1783; altså cirka 100 år efter Godiches død. Schultz blev en af de mest anderkendte trykkere og udgivere i sin samtid. Schultz' hus og lager blev ødelagt under branden i København den 5. juni 1795, men blot 5 dage senere havde han købt Høpffners officin, hvis virksomhed havde mere begrænset succes efter Høpffners død, og Schultz blev kort efter bevilget Høpffners kongelige privilegier. Schultz genopbyggede sit hus på Højbro Plads i København, hvor det stadig står den dag i dag, og hvor der var aktivt trykkerikontor frem til 1872.
Schultz opbyggede en blomstrende forretning og var kendt som en karismatisk person, som havde bekendtskaber med de samtidige Rahbek, Heiberg og mange andre ledende kulturpersoner i landet. Schultz døde i 1817.
Schultz' stedsøn, Jens Hostrup Schultz, overtog forretningen efter sin moders død. Han blev efterfulgt af sin søn og barnebarn, som udviklede virksomheden yderligere og flyttede den til Niels Juels Gade i København. Fr. Hostrup Schultz tog i 1893 initiativ til at udgive den store Salmonsens konversationsleksikon, som i sin samtid var den mest vovede og succesfulde udgivelse i mange år.
Schultz blev i begyndelsen af 1900-tallet fransformeret til et aktieselskab med trykkeri, bogindbindervirksomhed, boghandel m.m. Forlaget blev i disse år et af Danmarks største med udgivelser som Dansk Biografisk Leksikon og Schultz Danmarkshistorie.
Forlaget har senere i 1900-tallet specialiseret sig i lovudgivelser, mens de mere andre rettigheder til både skønlitteratur og faglitteratur er blevet solgt til Gyldendal. Trykkerivirksomheden Schultz Grafisk blev i 2009 solgt til Rosendahl-koncernen.
I dag er Schultz en it-virksomhed, som leverer it-projekter, fagsystemer og informationssløsninger, hvor koblingen til den tidlige specialisering i lovudgivelser stadig er central for virksomhedens arbejde med digitale løsninger. Schultz udgiver fortsat lovudgivelser i digital form (Schultz' Lovportaler) og er storleverandør til beskæftigelsesområdet med jobcenterløsningen Schultz Fasit.

## Schultz Fonden
Den administrerende direktør fra 1967 til 1977, Ole Trock-Jansen blev i 1977 eneaktionær i Schultz og valgte i 1988 at skænke mere end 95 % af aktierne i Schultz til en nyoprettet fond: J. H. Schultz-Fonden for at sikre virksomheden i fremtiden kan forblive på danske hænder. Schultz Fonden ejer alle selskaber i Schultz Koncernen.

## Schultz Holding
Schultz Holding blev etableret i 1986 og har siden omfattet aktiviteter i forskellige Schultz-selskaber bl.a. IT-huset Schultz Information, Schultz Forlag (Solgt 2007 til Gyldendal), Schultz Grafisk trykkeri (Solgt 2009 til Rosendahls Bogtrykkeri) samt Tarius lovportaler med speciale i lovgivningsmæssige efterretninger for humanmedicinske lægemidler (Solgt 2010 til Ocean Ventures).

## Schultz
Schultz er i dag det aktive selskab i Schultz Koncernen. Selskabet udvikler IT- og vidensløsninger til danske kommuner, statslige institutioner samt private organisationer med fokus på fagsystemer til sagsbehandling og vidensportaler med konsolideret lovinformation, der understøtter beslutnings- og arbejdsprocesser. Selskabet omsatte i 2012 for 100 mio. DKK. Schultz er udvalgt leverandør på SKI-rammeaftaler.